# Athyrium ×boreo-occidentali-indobharaticola-birianum
Hybride
Parent A de l'hybridation 
  Athyrium pectinatum 
×

Parent B de l'hybridation 
  Athyrium schimperi subsp. biserrulatum 
Athyrium ×boreo-occidentali-indobharaticola-birianum est une espèce hybride de fougères, de la famille de Dryopteridaceae ou des Woodsiaceae selon certains auteurs.
Elle est issue du croisement entre Athyrium pectinatum C.Presl et Athyrium schimperi subsp. biserrulatum (Christ) Fraser-Jenk.
Elle est originaire de l'Uttarakhand, dans l'Ouest de l'Himalaya, en Asie tropicale.

## Nomenclature
Cette espèce hybride est accessoirement remarquable pour son épithète spécifique. Celui-ci est l'un des plus longs de la nomenclature botanique, parmi les noms valides. C'est aussi l'un de ceux qui comprennent le plus de traits d'union, puisque l'on en compte 3.

## Sources
- Athyrium ×boreo-occidentali-indobharaticola-birianum sur THE IPNI Index
- Athyrium ×boreo-occidentali-indobharaticola-birianum sur Tropicos[1]

## Note
1. ↑  Le site recense l'espèce avec une coquille